# Tarjeta de visita (película)
Tarjeta de visita es una película española de drama estrenada en 1944, escrita y dirigida por Antonio de Obregón y protagonizada en los papeles principales por Guillermo Marín, Luis García Ortega y Leonor Fábregas.

## Sinopsis
En una mina africana, José Carlos salva la vida de su compañero Martín. Este suceso les une en estrecha amistad. Martín, deseando corresponder a su amigo, tratará de mediar en su maltrecha vida conyugal.

## Reparto
- Guillermo Marín como Germán
- Leonor Fábregas como Mabel Mora
- Luis García Ortega como José Carlos Mora, ingeniero
- Rufino Inglés como	Martín Fernández
- Alicia Romay como Blanca
- Manuel Arbó
- Luis Peña
- Julia Pachelo
- Manuel Kayser
- Tomás Seseña como	profesor Jenofonte
- Luis Ballester
- José Ramón Giner
- Francisco Marimón